# Achaghi Seyidahmedli
Achaghi Seyidahmedli est un village de la région de Fizouli en Azerbaïdjan.

## Histoire
En 1993-2020, Achaghi Seyidahmedli était sous le contrôle des forces armées arméniennes. En 2020, la région de Fizouli, y compris le village d'Achaghi Seyidahmedli, a été restituée sous le contrôle de l'Azerbaïdjan.

## Économie
La principale occupation de la population du village est l'agriculture, viticulture et l'élevage.

## Population
Selon les statistiques de 1990, la population du village est de 1600 personnes.

## Culture
Avant l'occupation, il y avait une école secondaire, un club et deux écoles maternelles dans le village.